# La frusta e il corpo
La frusta e il corpo è un film del 1963 diretto da Mario Bava, accreditato con lo pseudonimo di John M. Old.

## Trama

Una scena del film

La storia narra della morbosa relazione fra il sadico barone Kurt Menliff (ritenuto responsabile della morte di Tania, figlia della serva dei Menliff, Giorgia) e sua cognata Nevenka, moglie di Cristiano Menliff, fratello di Kurt. Dopo la morte di Kurt, avvenuta per mano di un ignoto assassino, Nevenka inizia ad avere visioni dello spettro dell'uomo che la minaccia e la percuote. Da sempre, Kurt manteneva con Nevenka un rapporto di odio-amore di stampo sadomasochistico. Mentre ci si interroga sull'assassinio di suo figlio, in un crescendo di tensione, anche il vecchio padre di Kurt e Cristiano (che è in realtà innamorato di Katia, sua cugina) viene assassinato.
Nevenka è convinta che Kurt non sia affatto morto e che sia proprio lui l'omicida del padre, idea che inizia a insinuarsi anche negli altri abitanti della casa. In realtà si scoprirà che l'assassina è proprio Nevenka: aveva ucciso Kurt per liberarsi definitivamente di quell'insano loro rapporto ma, poi, la sua mente aveva ceduto. Convinta di vedere lo spettro di Kurt (in realtà, forse, inesistente) aveva ubbidito ai suoi ordini, uccidendo anche il padre dell'uomo. Nel finale Nevenka, nel tentativo di colpire il defunto Kurt, che continua ad apparirle, finirà col colpirsi a morte con un pugnale. La donna spirerà fra le braccia di suo marito, il barone Cristiano.

## Produzione
Gli autori accreditati sono Ernesto Gastaldi (con il nome Julian Berry), Ugo Guerra (con il nome Robert Hugo) e Luciano Martino (con il nome Martin Hardy). Ernesto Gastaldi ha dichiarato di aver scritto lui stesso la sceneggiatura con Ugo Guerra che ha probabilmente collaborato ad alcune parti della storia, mentre Luciano Martino non ha contribuito alla sceneggiatura. Gastaldi ricevette una stampa italiana de Il pozzo e il pendolo (1961) dai produttori che chiesero di realizzare un film simile. Gastaldi è accreditato come assistente alla regia nei titoli di coda, ma ha dichiarato di non essere mai stato sul set del film. Mario Bava è stato coinvolto nella regia tramite il suggerimento di Ugo Guerra in quanto poteva sia dirigere il film che curarne la fotografia. Bava si è occupato della fotografia, ma è stato accreditato il suo operatore Ubaldo Terzano.
Il film è stato girato per meno di 159 milioni di lire italiane con un programma di sei settimane di riprese e un'altra settimana per gli effetti speciali. Il film è stato girato ad Anzio e Castel Sant'Angelo a Roma.

## Distribuzione
Il tema del sadomasochismo rappresentato nel film ha causato problemi con la censura italiana. La commissione non ha richiesto tagli al film, ma gli ha assegnato un divieto per i minori di 18 anni. La scelta è stata contestata dalla società produttrice che ha tagliato parti del film per conto proprio e in seguito ridotto il divieto ai minori di 14 anni. La frusta e il corpo è stato distribuito in Italia il 29 agosto 1963 dalla Titanus.
Il film è stato sequestrato il 12 ottobre 1963, per accuse di oscenità. La motivazione era la presenza di "diverse sequenze che fanno riferimento a degenerazioni e anomalie della vita sessuale". Il film è stato successivamente redistribuito nel gennaio 1964. Il tribunale di Roma ha ordinato la confisca di diverse scene che sono state descritte come "contrarie alla moralità". Il poster del film doveva essere distrutto e il capo addetto stampa della Titanus condannato a tre mesi di libertà vigilata. Il film ha incassato complessivamente 72 milioni di lire italiane.
La frusta e il corpo è stato distribuito in Francia col titolo Le Corps et le fouet il 26 gennaio 1966. Una versione censurata di nome What! è stata pubblicata negli Stati Uniti nel 1965. Questa versione è stata doppiata in lingua inglese senza che nessuno degli attori usasse la propria voce originale. La versione statunitense di 77 minuti è quasi identica a quella britannica intitolata Night is the Phantom.

## Ricezione
Nel 1970 lo sceneggiatore Ernesto Gastaldi espresse la sua delusione verso il film. Gastaldi sentiva la storia "in termini di un incubo psicologico, nello stile dei film di Clouzot, ma Bava vi vedeva un dramma barocco e decadente, ed enfatizzò tali toni oltre ogni immaginazione."